# (35560) 1998 FU130
1998 FU130 (asteroide 35560) é um asteroide da cintura principal. Possui uma excentricidade de 0.09806380 e uma inclinação de 2.91372º.
Este asteroide foi descoberto no dia 22 de março de 1998 por LINEAR em Socorro.